# Lannepax
Lannepax – miejscowość i gmina we Francji, w regionie Oksytania, w departamencie Gers.
Według danych na rok 1990 gminę zamieszkiwało 610 osób, a gęstość zaludnienia wynosiła 20 osób/km² (wśród 3020 gmin regionu Midi-Pireneje Lannepax plasuje się na 514. miejscu pod względem liczby ludności, natomiast pod względem powierzchni na miejscu 295.).